# Franciszkańskie Spotkanie Młodych
Franciszkańskie Spotkanie Młodych (FSM) – coroczne spotkanie młodzieży katolickiej z Polski, organizowane przez Krakowską Prowincję Braci Mniejszych Konwentualnych. Miejscem spotkania jest Sanktuarium Matki Bożej Kalwaryjskiej i Znalezienia Krzyża Świętego w Kalwarii Pacławskiej, którym ten zakon się opiekuje.
Spotkanie organizowane jest od 1988, będąc zarazem najstarszym spotkaniem młodzieży katolickiej w Polsce. Inicjatorem, pomysłodawcą i pierwszym organizatorem był o. Ryszard Wróbel, który na wzór międzynarodowego spotkania Giovanni Verso Assisi (Młodzi ku Asyżowi), odbywającego się w Asyżu, postanowił zorganizować podobne w Polsce. W nieco mniejszym gronie (około 100 osób) odbywają się także Zimowe Franciszkańskie Spotkania Młodych. Trwają one także jeden tydzień podczas ferii.

## Historia Spotkania
Franciszkańskie Spotkanie Młodych (FSM) to najstarsze w Polsce ogólnokrajowe wydarzenie religijne skierowane do młodzieży. Jego początki sięgają 1988 roku, kiedy to po raz pierwszy zorganizowano je w Kalwarii Pacławskiej – miejscowości położonej w malowniczym zakątku Podkarpacia, nieopodal Przemyśla i granicy z Ukrainą. To właśnie tam znajduje się znane sanktuarium pasyjno-maryjne Matki Bożej Słuchającej, prowadzone przez franciszkanów konwentualnych, które każdego roku gromadzi licznych pielgrzymów.
Pomysłodawcą FSM-u był o. Ryszard Wróbel, a wydarzenie przez wiele lat odbywało się pod hasłem „Z Franciszkiem i Klarą”. W późniejszych edycjach wprowadzono nową tematykę pod nazwą „Projekt Mesjasz”. Na przestrzeni lat Spotkaniom przewodzili kolejno: o. Piotr Reizner (FSM 18–28), o. Marcin Drąg (FSM 29–36), znany z działań na rzecz muzyki liturgicznej, oraz obecnie o. Piotr Kantorski, który objął funkcję w czasie ostatniej mszy podczas 36. edycji.
FSM trwa tydzień i obejmuje codzienne Eucharystie, które celebrują zaproszeni kapłani i zakonnicy. Młodzi uczestniczą także w małych grupach dzielenia, prowadzonych przez animatorów. To przestrzeń do rozmowy, wymiany myśli i refleksji nad treściami dnia – a także możliwość głębszego poznania siebie i innych. Warto zaznaczyć, że ze względu na pandemię COVID-19, 33. i 34. Franciszkańskie Spotkania Młodych odbyły się w formule online. Choć brakowało fizycznej obecności na Kalwarii Pacławskiej, organizatorzy zadbali o duchowe bogactwo tych wydarzeń, transmitując konferencje, modlitwy oraz koncerty przez internet. Dzięki temu FSM dotarł do młodych nawet z najdalszych zakątków Polski i świata.
Każdego dnia odbywają się również konferencje zaproszonych gości. Wśród dotychczasowych prelegentów znaleźli się m.in.: Krzysztof Ziemiec, Adam Woronowicz, Radosław Pazura, Bogdan Zalewski, Marek Nowicki czy Tomasz Zubilewicz. Wieczorami scenę przejmują artyści – od Full Power Spirit i Taua, po Maleo Reggae Rockers i Siewców Lednicy – którzy nie tylko grają, ale także dzielą się swoją wiarą i świadectwem.
Oprócz konferencji i koncertów na uczestników czekają seanse filmowe, zabawy taneczne, zawody sportowe i różnorodne warsztaty tematyczne. FSM to również biwak – namioty, wspólne ogniska i franciszkański duch tworzą wyjątkową atmosferę, która łączy około tysiąca młodych ludzi z całej Polski.
Organizatorem Spotkania jest Prowincja św. Antoniego i bł. Jakuba Strzemię Zakonu Braci Mniejszych Konwentualnych z Krakowa.

## Lista spotkań (od 23. FSM)
| Numer (Rok)    | Hasło                                      | Data                   | Szef                       |
| -------------- | ------------------------------------------ | ---------------------- | -------------------------- |
| 23. FSM (2010) | Z Franciszkiem i Klarą... W rytmie miłości | 25.07 - 31.07          | o. Piotr Reizner OFMConv   |
| 24. FSM (2011) | Projekt Mesjasz                            | 24.07 - 30.07          | o. Piotr Reizner OFMConv   |
| 25. FSM (2012) | Projekt Mesjasz - Ocaleni                  | 22.07 - 28.07          | o. Piotr Reizner OFMConv   |
| 26. FSM (2013) | Projekt Mesjasz - Tabor                    | 21.07 - 27.07          | o. Piotr Reizner OFMConv   |
| 27. FSM (2014) | Projekt Mesjasz - Wolność                  | 20.07 - 26.07          | o. Piotr Reizner OFMConv   |
| 28. FSM (2015) | Projekt Mesjasz - Zwycięstwo               | 19.07 - 25.07          | o. Piotr Reizner OFMConv   |
| 29. FSM (2016) | Odnalezieni                                | 10.07 - 16.07          | o. Marcin Drąg OFMConv     |
| 30. FSM (2017) | Perspektywa                                | 23.07 - 29.07          | o. Marcin Drąg OFMConv     |
| 31. FSM (2018) | Tchnienie                                  | 22.07 - 28.07          | o. Marcin Drąg OFMConv     |
| 32. FSM (2019) | Obecność                                   | 21.07 - 27.07          | o. Marcin Drąg OFMConv     |
| 33. FSM (2020) | Tożsamość                                  | 29.07 - 1.08 (Online)  | o. Marcin Drąg OFMConv     |
| 34. FSM (2021) | Kościół                                    | 29.07 - 31.07 (Online) | o. Marcin Drąg OFMConv     |
| 35. FSM (2022) | Istnienie                                  | 24.07 - 30.07          | o. Marcin Drąg OFMConv     |
| 36. FSM (2023) | Droga                                      | 23.07 - 29.07          | o. Marcin Drąg OFMConv     |
| 37. FSM (2024) | Dom                                        | 21.07 - 27.07          | o. Piotr Kantorski OFMConv |
| 38. FSM (2025) | Pragnienie                                 | 20.07 - 26.07          | o. Piotr Kantorski OFMConv |